# Brisbane Roar Football Club (femminile)
Il Brisbane Roar Football Club, citato anche come Brisbane Roar Women, è una squadra di calcio femminile australiana, sezione femminile dell'omonimo club con sede a Brisbane.
Istituito nel 2008 come Queensland Roar, è iscritto alla A-League Women, il livello di vertice nella struttura del campionato australiano femminile di calcio, e gioca le partite casalinghe prevalentemente al Ballymore Stadium.
Nella sua storia sportiva ha conquistato due Premiers, nelle stagioni 2008-09 (come Queensland Roar) e 2012-13 e due secondi posti, stagioni 2010-11 e 2011-12, e due Champions, nelle stagioni 2008-09 (come Queensland Roar) e 2010-11, e tre secondi posti, stagioni 2009, 2011-12 e 2013-14.

## Palmarès

### Competizioni nazionali
- Campionato australiano: 2

2008-2009 (come Queensland Roar)
2010-2011

## Organico

### Rosa 2022-2023
Rosa, ruoli e numeri di maglia come da sito ufficiale, aggiornati al 10 gennaio 2023.
| N. |                        | Ruolo | Calciatrice              |
| -- | ---------------------- | ----- | ------------------------ |
| 1  | Australia (bandiera)   | P     | Isabella Shuttleworth    |
| 2  | Australia (bandiera)   | D     | Annabel Haffenden        |
| 4  | Australia (bandiera)   | D     | Kijah Stephenson         |
| 5  | Australia (bandiera)   | A     | Jamilla Rankin           |
| 6  | Australia (bandiera)   | D     | Holly McQueen            |
| 7  | Australia (bandiera)   | C     | Ayesha Norrie (capitano) |
| 8  | Brasile (bandiera)     | A     | Mariel Hecher            |
| 11 | Australia (bandiera)   | A     | Sharn Freier             |
| 12 | Stati Uniti (bandiera) | A     | Shea Connors             |
| 13 | Australia (bandiera)   | D     | Tamar Levin              |

| N. |                          | Ruolo | Calciatrice        |
| -- | ------------------------ | ----- | ------------------ |
| 16 | Australia (bandiera)     | C     | Zara Kruger        |
| 17 | Australia (bandiera)     | D     | Talitha Kramer     |
| 19 | Australia (bandiera)     | D     | Hollie Palmer      |
| 20 | Australia (bandiera)     | A     | Georgia Beaumont   |
| 21 | Australia (bandiera)     | P     | Mia Bailey         |
| 23 | Svezia (bandiera)        | D     | Kajsa Lind         |
| 27 | Nuova Zelanda (bandiera) | A     | Indiah-Paige Riley |
| 31 | Australia (bandiera)     | A     | Aleeah Davern      |
| 51 | Stati Uniti (bandiera)   | P     | Hensley Hancuff    |
| 78 | Francia (bandiera)       | C     | Margot Robinne     |

### Rosa 2015-2016
Rosa e numeri come da sito ufficiale.
| N. |                          | Ruolo | Calciatrice                   |
| -- | ------------------------ | ----- | ----------------------------- |
| 1  | Stati Uniti (bandiera)   | P     | Haley Kopmeyer                |
| 2  | Australia (bandiera)     | D     | Brooke Goodrich               |
| 3  | Australia (bandiera)     | D     | Amy Chapman                   |
| 4  | Australia (bandiera)     | D     | Clare Polkinghorne (capitano) |
| 6  | Australia (bandiera)     | D     | Angela Beard                  |
| 7  | Australia (bandiera)     | A     | Gabe Marzano                  |
| 8  | Australia (bandiera)     | C     | Ayesha Norrie                 |
| 9  | Australia (bandiera)     | A     | Cortnee Vine                  |
| 10 | Australia (bandiera)     | C     | Katrina Gorry                 |
| 11 | Nuova Zelanda (bandiera) | C     | Kirsty Yallop                 |

| N. |                      | Ruolo | Calciatrice                |
| -- | -------------------- | ----- | -------------------------- |
| 12 | Australia (bandiera) | C     | Alisha Foote               |
| 13 | Australia (bandiera) | C     | Tameka Butt (vicecapitano) |
| 14 | Australia (bandiera) | D     | Summer O'Brien             |
| 15 | Australia (bandiera) | D     | Ruth Blackburn             |
| 16 | Australia (bandiera) | C     | Ashley Spina               |
| 17 | Australia (bandiera) | A     | Emily Gielnik              |
| 18 | Australia (bandiera) | C     | Maili Forbes               |
| 19 | Svezia (bandiera)    | A     | Sofie Persson              |
| 20 | Australia (bandiera) | P     | Carrie Simpson             |
| 21 | Australia (bandiera) | C     | Elise Franco               |